# Renia
Renia là một chi bướm đêm thuộc họ Erebidae.

## Các loài
- Renia adspergillus Bosc, 1800
- Renia discoloralis Guenée, 1854
- Renia factiosalis Walker, 1859
- Renia flavipunctalis Geyer, 1832
- Renia fraternalis J.B. Smith, 1895
- Renia hutsoni J.B. Smith, 1906
- Renia mortualis Barnes & McDunnough, 1912
- Renia nemoralis Barnes & McDunnough, 1918
- Renia pulverosalis J.B. Smith, 1895
- Renia rigida J.B. Smith, 1905
- Renia salusalis Walker, 1859
- Renia sobrialis Walker, 1859
- Renia subterminalis Barnes & McDunnough, 1912

## Unpublished species
- Renia n. sp. nr. discoloralis hoặc Forbes' Renia.